# The Rolling Stones European Tour 1970
L'European Tour 1970 è stata una tournée dei Rolling Stones svoltasi in Europa dalla fine di agosto all'ottobre 1970.

## Storia
Questa fu la prima tournée degli Stones in Europa sin dal 1967, e divenne parte dello schema (non sempre rispettato) deciso dal gruppo di suonare in Nord America, Europa continentale, e Regno Unito ogni tre anni a rotazione.
I concerti furono simili a quelli del precedente American Tour 1969, ma con in più la sicurezza che il materiale fosse diventato familiare alle orecchie del pubblico, dato che Let It Bleed era ora già stato pubblicato da qualche mese. Gli Stones continuarono comunque a proporre anche nuove canzoni inedite, come Brown Sugar, Dead Flowers, e You Gotta Move che divennero presenza fissa nei concerti; tuttavia, dette tracce non sarebbero state incluse su disco fino alla pubblicazione di Sticky Fingers dopo circa sei mesi. A differenza dei precedenti tour della band all'epoca, gli Stones si limitarono a suonare un concerto a serata, con la sola eccezione delle due esibizioni tenute a Milano. La band eseguì Gimme Shelter in una sola occasione, a Malmö in Svezia (prima data del tour). La traccia è ascoltabile nel bootleg Secrets Travel Fast, e include assoli da parte di Keith Richards, Bobby Keys e Mick Taylor.
Seguendo una tradizione delle esibizioni della band fin dagli esordi, il tour non fu esente da disordini e problemi di vario genere. Lo show al Råsunda Stadium di Stoccolma del 4 settembre fu interrotto dalla polizia che temeva il pubblico, provocato da Jagger, avrebbe potuto distruggere il palco. Jagger rispose beffardamente puntando il microfono in direzione degli agenti di polizia sul palco e subito dopo suggerì agli spettatori di sedersi e calmarsi per godersi la prossima canzone in scaletta (il lento blues Love in Vain). Il 14 settembre, un migliaio o più di biglietti furono respinti, perché falsi, ai cancelli dell'Ernst-Merck-Halle di Amburgo; si resero necessari duecento poliziotti per placare i fan inferociti. Due mesi dopo alla Deutschlandhalle di Berlino, si verificarono duri scontri tra bande di giovani e la polizia prima dello show, e furono eseguiti 50 arresti. Il 1º ottobre a Milano al Palazzo dello Sport, un gruppo composto da duecento giovani cercò di sfondare i cancelli per entrare gratis al concerto. La polizia fu costretta ad utilizzare i gas lacrimogeni; ci furono feriti da entrambe le parti, e un bilancio di 63 arresti chiuse la serata.

## Formazione
The Rolling Stones
- Mick Jagger – voce solista, armonica
- Keith Richards – chitarra, cori
- Mick Taylor – chitarra
- Bill Wyman – basso
- Charlie Watts – batteria

Musicisti aggiuntivi
- Ian Stewart – piano
- Bobby Keys – sassofono
- Jim Price – tromba, trombone
- Stephen Stills - piano (solo il 9 ottobre, in Street Fighting Man[3] e forse in un altro paio di canzoni)[4]

## Scaletta
Questa era la scaletta abituale relativa alle canzoni eseguite nel corso del tour:
1. Jumpin' Jack Flash
2. Roll Over Beethoven (Chuck Berry)
3. Sympathy for the Devil
4. Stray Cat Blues
5. Love in Vain (Robert Johnson)
6. Prodigal Son (Robert Wilkins)
7. You Gotta Move (Fred McDowell/Reverendo Gary Davis)
8. Dead Flowers
9. Midnight Rambler
10. Live with Me
11. Let It Rock (Chuck Berry)
12. Little Queenie (Chuck Berry)
13. Brown Sugar
14. Honky Tonk Women
15. Street Fighting Man

## Date
| Data                     | Città                | Nazione        | Luogo                           |
| ------------------------ | -------------------- | -------------- | ------------------------------- |
| 30 agosto 1970           | Malmö                | Svezia         | Baltiska hallen                 |
| 2 settembre 1970         | Helsinki             | Finlandia      | Helsinki Olympic Stadium        |
| 4 settembre 1970         | Stoccolma            | Svezia         | Råsunda Stadium                 |
| 6 settembre 1970         | Göteborg             | Svezia         | Liseberg                        |
| 9 settembre 1970         | Aarhus               | Danimarca      | Vejlby-Risskov Hallen           |
| 11 settembre 1970        | Copenaghen           | Danimarca      | Forum Copenhagen                |
| 12 settembre 1970        | Copenaghen           | Danimarca      | Forum Copenhagen                |
| 14 settembre 1970        | Amburgo              | Germania Ovest | Ernst-Merck-Halle               |
| 16 settembre 1970        | Berlino Est          | Germania Ovest | Deutschlandhalle                |
| 18 settembre 1970        | Colonia              | Germania Ovest | Sporthalle                      |
| 20 settembre 1970        | Stoccarda            | Germania Ovest | Killesbergpark                  |
| 22 settembre 1970        | Parigi               | Francia        | Palais des Sports               |
| 23 settembre 1970        | Parigi               | Francia        | Palais des Sports               |
| 24 settembre 1970        | Parigi               | Francia        | Palais des Sports               |
| 26 settembre 1970        | Vienna               | Austria        | Wiener Stadthalle               |
| 29 settembre 1970        | Roma                 | Italia         | Palazzo dello Sport             |
| 1º ottobre 1970 (2 show) | Milano               | Italia         | Palazzetto Lido Sport           |
| 3 ottobre 1970           | Lione                | Francia        | Palais des Sports de Gerland    |
| 5 ottobre 1970           | Francoforte sul Meno | Germania Ovest | Festhalle Frankfurt             |
| 6 ottobre 1970           | Francoforte sul Meno | Germania Ovest | Festhalle Frankfurt             |
| 7 ottobre 1970           | Essen                | Germania Ovest | Grugahalle                      |
| 9 ottobre 1970           | Amsterdam            | Paesi Bassi    | RAI Amsterdam Convention Centre |